# Oredej
L'Oredej (en russe : О́редеж) est une rivière de Russie, affluent de la rive droite de la Louga, qui coule à travers les raïons de Volossovo, Gatchina, et Louga au sud-ouest de l'oblast de Léningrad.
Plusieurs centrales hydroélectriques ont été implantées sur son cours supérieur en 1948.